# Pripek (obwód Burgas)
Pripek (bułg. Припек) – wieś w Bułgarii, w obwodzie Burgas, w gminie Ruen. W 2023 roku liczyła 420 mieszkańców.